# Demon’s Eye
Demon’s Eye ist eine Deep-Purple-Tribute-Band aus Deutschland, die inzwischen auch eigene Songs schreibt und veröffentlicht. Benannt hat sich die fünfköpfige Formation nach dem Song Demon’s Eye von dem 1971 veröffentlichten Deep-Purple-Album Fireball.
Im Februar 2007 setzte sich der Deep-Purple-Schlagzeuger Ian Paice für insgesamt vier Konzerte in den Niederlanden, Deutschland und Österreich an das Schlagzeug von Demon’s Eye.
Im März 2007 absolvierten Demon’s Eye eine fünf Konzerte umfassende Irland-Tour.
Seit 2008 übernimmt Doogie White, der ehemalige Sänger von Ritchie Blackmores früherer Band Rainbow, regelmäßig das Gesangsmikrofon von Demon’s Eye. White hat auch die Demon’s Eye-Alben The Stranger Within (2011) und Under The Neon (2015) eingesungen, die ausschließlich Eigenkompositionen beinhalten.
Demon’s Eye traten bei je einem Konzert im Mai 2009 als Vorgruppe für die kanadische Band SAGA und im Juni 2009 für die britisch-amerikanische Band Foreigner auf.
2009 und 2010 führte der inzwischen verstorbene Deep-Purple-Organist Jon Lord sein 1969 geschriebenes Concerto for Group And Orchestra sowie einige seiner Solo-Werke und Deep-Purple-Songs gemeinsam mit Demon’s Eye und Orchester in Siegen, Potsdam und München auf.
Demon’s Eye beschränken sich nicht auf das Kopieren der Werke von Deep Purple. Wie das Original improvisieren sie während ihrer Konzerte, was insbesondere für die Gitarren- und Orgel-Soloparts gilt.

## Geschichte
Gegründet wurde Demon’s Eye im Februar 1998 im nordrhein-westfälischen Siegen. Das erste Konzert gab die Gruppe am 18. Juli 1998 in Bad Schmiedeberg
(Sachsen-Anhalt). Im Dezember 2000 kam es zum ersten Besetzungswechsel, der Bassist Markus Schneider wurde durch Maik Keller ersetzt. Im April 2002 wurde der Keyboarder/Organist Michael Böcher von Florian Pritsch abgelöst.
Die erste Live-CD von Demon’s Eye mit dem Titel Made on Stage erschien Ende 2002. Der Deep-Purple-Bassist Roger Glover wirkte am Cover-Artwork mit, indem er den Band- und Albumtitel-Schriftzug kreierte. Anfang Oktober 2005 veröffentlichen Demon’s Eye mit ALIVE ihr zweites Album.
Von Juli 2005 bis Juli 2007 sang Robert Thomas Walsh für Demon’s Eye. Er trat die Nachfolge von Jens Kreikebaum an, der von August 2007 bis Oktober 2008 erneut für die Band am Mikrofon stand. Im Oktober 2007 trat Mark Zyk die Nachfolge von Steve Curly als Gitarrist an. Der langjährige Keyboarder/Organist Florian Pritsch verließ die Band im Dezember 2008, kehrte jedoch im Mai 2010 zurück und ersetzte den zwischenzeitlich eingestiegenen Keyboarder Andreas König. Im Juni 2015 trennten sich jedoch die Wege von Florian Pritsch und Demon’s Eye im beiderseitigen Einvernehmen endgültig. Seit Juli 2015 greift Gert-Jan Naus in die Tasten. Von Mitte Oktober 2008 bis Dezember 2009 war Bernd Martin Sänger von Demon’s Eye. Anschließend arbeitete die Band bis Dezember 2016 abwechselnd mit insgesamt drei Sängern, und zwar mit Doogie White, dem Pink-Cream-69-Sänger David Readman sowie mit Dario Velasco. Seit Januar 2017 haben Demon’s Eye mit Daniele Gelsomino wieder einen festen Sänger. Der Drummer Andree Schneider ist das letzte verbliebene Gründungsmitglied der Band.
Am 18. Juli 2008 spielten Demon’s Eye auf dem Burg-Herzberg-Festival zum ersten Mal seit ihrer Gründung im Jahr 1998 neben einigen Deep-Purple-Songs auch mehrere Eigenkompositionen. Ermutigt von den positiven Reaktionen nahm die Band im August 2010 erstmals ein Album mit eigenen Songs auf. The Stranger Within wurde am 18. März 2011 veröffentlicht. Am 18. September 2015 folgte mit Under the Neon ein weiteres Studioalbum mit Eigenkompositionen.
2018 feierten Demon’s Eye ihr 20-jähriges Bestehen. Da ihre Vorbilder Deep Purple 2018 sogar auf 50 Jahre zurückblicken konnten, lautete der Titel der Demon’s Eye-Tour Anniversary in Purple. Doogie White wirkte auf dieser Tour bei 8 Konzerten als Special Guest mit. Am 16. und 17. Februar 2018 traten die Gründungsmitglieder Jens Kreikebaum, Michael Böcher und Markus Schneider in Siegen noch einmal für drei Songs mit Demon’s Eye auf.
Zum 31. Dezember 2019 verließ der Bassist Maik Keller nach 19 Jahren die Band. Sein Nachfolger ist Jan Dickmann.

## Diskografie
- 2002: Made on Stage
- 2005: ALIVE
- 2011: The Stranger Within (ausschließlich Eigenkompositionen)
- 2015: Under the Neon (ausschließlich Eigenkompositionen)